# Phleum boissieri
Phleum boissieri är en gräsart som beskrevs av Joseph Friedrich Nicolaus Bornmüller. Phleum boissieri ingår i släktet timotejer, och familjen gräs. Inga underarter finns listade i Catalogue of Life.